# Mecklenburger Warmblut
Das Mecklenburger Warmblut ist eine deutsche Pferderasse. Sie ähnelt dem Hannoveraner, ist aber etwas gedrungener und meistens auch kleiner. Die Pferde gelten als gutmütig, energisch, leistungsbereit und mutig.

## Zuchtgeschichte

### Bis 1945
Die Zucht wurde 1812 im Gestüt Redefin mit Hengsten und Stuten aus bäuerlichem Besitz gegründet. In der Zucht hatte man Mitte des 19. Jahrhunderts bei der Verwendung von englischen Vollbluthengsten zu viel des Guten getan, und die Pferde wurden zu leicht. Man setzte als Korrektur jahrzehntelang Kaltbluthengste ein und erhielt Pferde, die für die Weiterzucht nicht brauchbar waren. Erst Ende des Jahrhunderts gelang es durch eine Umstellung der Zuchtordnung, wieder eine konsolidierte Stutenbasis im Lande zu schaffen, und zwar mit Hilfe des hannoverschen Warmbluts. Auf dieser Grundlage mit dosiertem Einsatz von Vollblut und Trakehnern wurde bis 1945 und darüber hinaus bis heute gezüchtet.

### Ab 1945
Nach dem Zweiten Weltkrieg musste die Mecklenburger Pferdezucht schwere Einschnitte hinnehmen. In den Kriegswirren gingen fast 70 Prozent des Zuchtpferdebestandes verloren. Als Reparationsleistung wurden 172 Redefiner Hengste in die Sowjetunion transportiert, 13 Hengste verblieben in Redefin. Das Mecklenburger Zuchtgebiet erweiterte sich mit der Gründung des Landes Mecklenburg-Vorpommern um Vorpommern. Auch das Amt Neuhaus kam hinzu, wodurch ein Hannoverscher Pferdebestand in die Mecklenburger Zucht aufging. Zudem wurde der Pferdebestand durch die Pferde der Flüchtlinge aus östlichen ehemals deutschen Gebieten erweitert. Im Jahr 1948, nach der Neugründung der Landesverbandes Mecklenburger Pferdezüchter und der Bodenreform, waren in Redefin wieder über 160 Hengste aufgestellt, hiervon jedoch nur 49 Mecklenburger Hengste.
Problematisch für die Zucht des Mecklenburger Pferdes war die 1951 erfolgte Auflösung des Landgestütes Redefin, das in ein Volkseigenes Gut umgewandelt wurde. Der Hengstbestand wurde infolge hiervon quer über das Land auf die Volkseigenen Güter verteilt. Im Jahr 1956 wurde dieser Schritt mit der Schaffung des Hengstdepots Redefin rückgängig gemacht. Die Zucht war zu dieser Zeit auf das Heranziehen von Pferden für die nach der Bodenreform entstandenen Betriebe gerichtet. Bereits im Jahr 1953 wurde der Pferdezuchtverband wieder aufgelöst, dessen Aufgabe übernahmen die Vereinigungen Volkseigener Tierzuchtbetriebe der jeweiligen Bezirke.
In den 1960er Jahren kam es zum Umbruch in der Pferdezucht: Nach Abschluss der Schaffung von Landwirtschaftlichen Produktionsgenossenschaften mit großflächigen Feldern und zunehmender Technisierung wurde das Pferd auch in den inzwischen entstandenen Bezirken Neubrandenburg, Rostock und Schwerin in der Landwirtschaft überflüssig. Die Pferdebestände sanken deutlich. In der Folgezeit wurde die Aufzucht der Fohlen nicht mehr mit staatlichen Futtermittelzuwendungen gestützt, Kraftfutter musste von den Kapazitäten anderer Viehbestände abgezweigt werden.

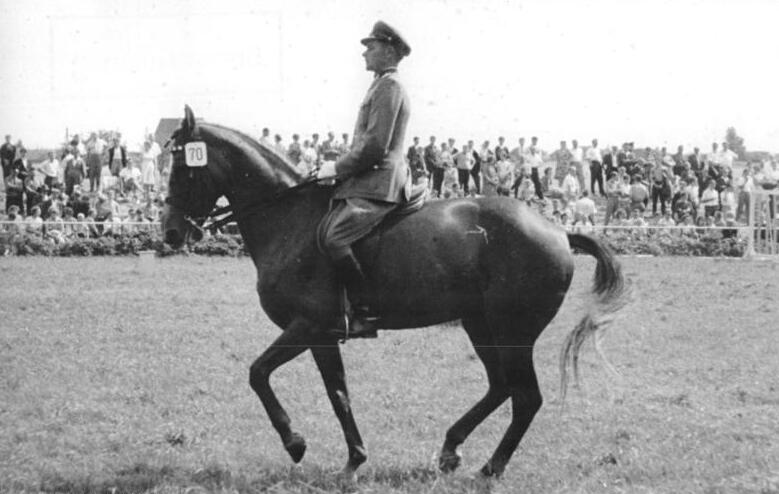
Mecklenburger Fuchsstute Helga mit Wolfgang Müller bei der Dressurmeisterschaft der DDR 1963

Unter der Trägerschaft der Gesellschaft für Sport und Technik stieg jedoch die Nutzung der Pferde im Sport durch die Landjugend. Infolgedessen wurde 1961 der Deutsche Pferdesport-Verband unterhalb des Deutschen Turn- und Sportbundes gegründet. Im Jahr 1962 wurde, um den Reitpferdetyp zu fördern, vom Hengstdepot Redefin in Ganschow ein Aufzuchtbetrieb für Fohlen im Reitpferdetyp aufgebaut. Für den Export von Pferden zum Erwerb ausländischer Devisen wurden ab den 1960er Jahren verstärkt Vollblutpferde in die Mecklenburger Zucht eingekreuzt.

### Vom Mecklenburger Warmblut zum Edlen Warmblut der DDR
Infolge dieser Entwicklungen wurde die Zentralstelle für Pferdezucht beim Landwirtschaftsministerium der DDR als Leitungsorgan der Pferdezucht gebildet. Diese organisierte die Umorganisation der Pferdezucht in den 1970er Jahren. Das „Edle Warmblut der DDR“ wurde als Rasse geschaffen und übernahm aus den bestehenden Pferderassen in der DDR die Pferde mit Eignung im Reit- und Fahrsport. Die Hengsthaltung wurde endgültig staatlich monopolisiert, erste Landwirtschaftsbetriebe mit dem Produktionszweig Pferdezucht erhielten die Auszeichnung „Betrieb mit staatlich anerkannter Pferdezucht“ (BaP).
Dominierende Hengstlinien in der Warmblutzucht im heutigen Mecklenburg waren ab den 1970er Jahren die Detektiv-Linie (insbesondere Disponent) und die Julier-Linie (Jupiter I, Juon I, Juon II, Juventus). Aus der Nebenlinie des King, die nach dem Zweiten Weltkrieg durch Körling nach Mecklenburg gekommen war, entstammte mit Kolibri wohl der bedeutendste Hengst, der während des Bestehens der DDR auf dem Gebiet des heutigen Mecklenburg-Vorpommerns geboren wurde.
Nach 1990 wurde die Rasse des Edlen Warmblutes der DDR aufgelöst, die alten Warmblutrassen wurden mit der Neugründung der Pferdezuchtverbände wiederbelebt. In den Jahren danach erfolgte auch beim Mecklenburger Warmblut, wie bei allen deutschen Warmblutrassen, eine starke Durchmischung durch Einkreuzung von Hengsten anderer Warmblutrassen.

### Das Mecklenburger Warmblut heute

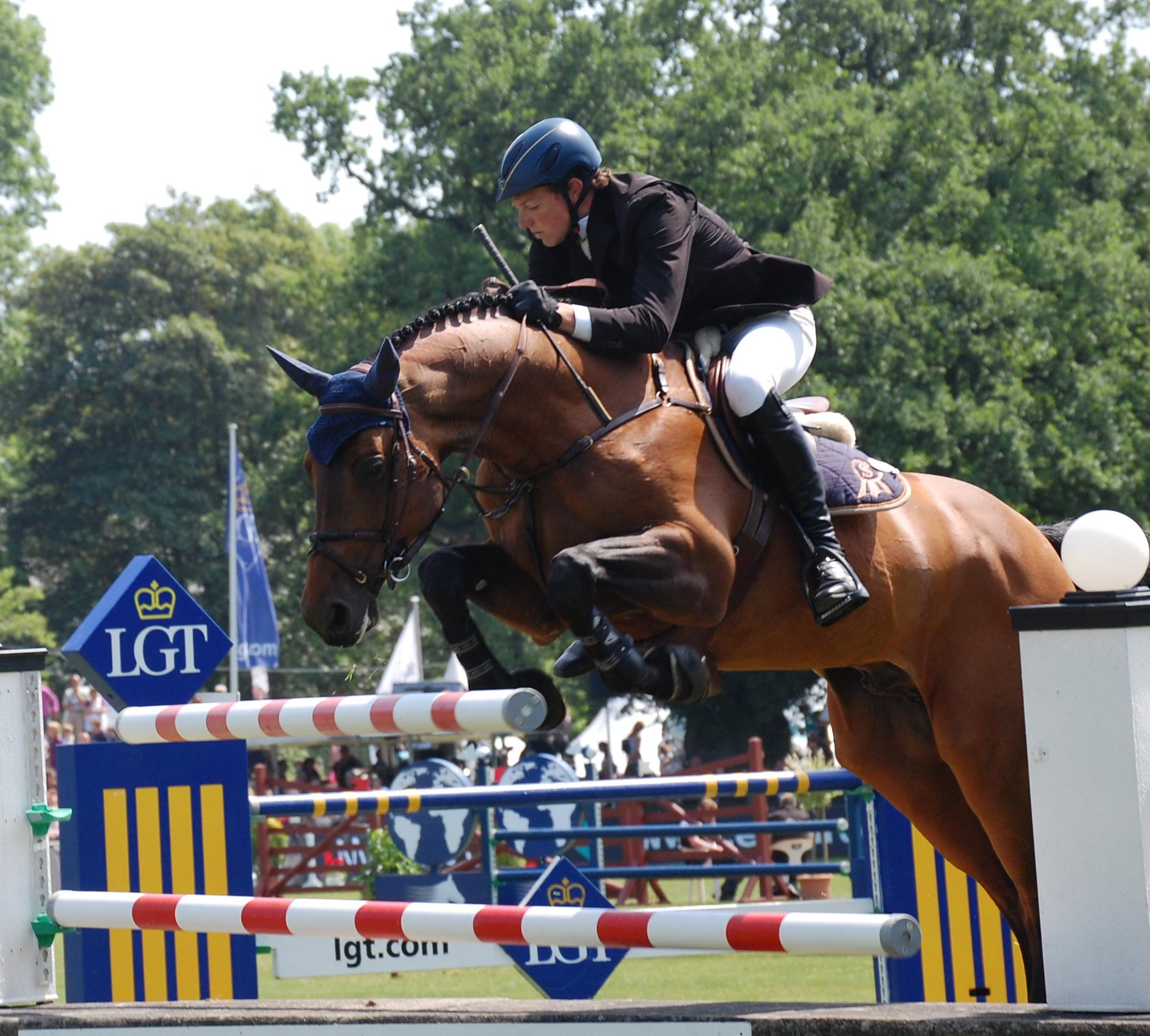
Mecklenburger Hengst Chacco-Blue, im Jahr 2011 im Sport erfolgreich mit Andreas Kreuzer

Der Einsatz der Pferde erfolgt im Sport insbesondere im Springen, aber auch in Dressur, Vielseitigkeit und im Fahrsport. Prägende Hengste für die Mecklenburger Pferdezucht mit Schwerpunkt Springreiten sind Anfang der 2010er Jahre insbesondere der Oldenburger Hengst Cellestial, der selbst im Sport unter anderem mit Rolf-Göran Bengtsson aktiv war und der Oldenburger Hengst Lord Kemm. Zunehmend in der Zucht sowohl von Mecklenburg als auch zum Beispiel in der Oldenburger Zucht erfolgreich war der Mecklenburger Hengst Chacco-Blue (1998–2012), der auf der Mutterseite unter anderem auf Disponent zurückging.
Im Bereich der Dressur ist zu diesem Zeitpunkt der Redefiner Landbeschäler D’Olympic von Donnerhall, im Sport unter Obersattelmeister Michael Thieme (dem Vater von André Thieme) aktiv, der wichtigste Hengst in der Mecklenburger Zucht.